# Vidéographie (informatique)
Pour les articles homonymes, voir Vidéographie.
 (janvier 2016).
Si vous disposez d'ouvrages ou d'articles de référence ou si vous connaissez des sites web de qualité traitant du thème abordé ici, merci de compléter l'article en donnant les références utiles à sa vérifiabilité et en les liant à la section « Notes et références ».
Une vidéographie ou capture vidéo d'écran est un enregistrement vidéo d'un écran d'ordinateur, de tablette tactile ou de smartphone, souvent accompagné d'une narration audio. La vidéographie se distingue de la capture d'écran qui capte une image fixe de l'écran. Ce type de vidéo est souvent utilisé pour présenter les fonctionnalités d'un logiciel, pour commenter une présentation de type diapositive ou expliquer une notion avec un support visuel diffusé sur l'écran de l'ordinateur. Plus récemment, la capture de jeux vidéo commentés est devenue une pratique très répandue.

## Étymologie
Le terme anglais screencast est un néologisme formé de cast (« diffuser ») et de screen (« écran »), en français « capture vidéo de l'écran » (pour le résultat) ; l'action se dit screencasting. Ce terme a vu le jour en 2004, lorsque Jon Udell a invité les lecteurs de son blogue à proposer des noms pour ce nouveau genre de vidéo. Il a choisi le terme screencast proposé par Joseph McDonald et Deeje Cooley.
Le terme a peut-être été défini en 2004, mais le procédé de capture de vidéos d'écran d'ordinateur existait déjà depuis 1993 avec, entre autres, le logiciel Lotus Screencam. L'inconvénient de ce type de logiciels était la taille importante des fichiers qui résultaient du procédé. Les logiciels actuels permettent la création de fichiers de moins grande taille et dans des formats plus accessibles.

## Applications
| Logiciel           | Langue              | Distribution                  | Enregistrement webcam | Enregistrement son du micro | Édition de la vidéo | Type de fichiers générés |
| ------------------ | ------------------- | ----------------------------- | --------------------- | --------------------------- | ------------------- | ------------------------ |
| Camstudio          | Anglais et Français | Open source                   | Oui                   | Oui                         | Non                 | AVI, SWF                 |
| OBS                | Anglais et Français | Open source                   | Oui                   | Oui                         | Oui                 | MP4                      |
| Screencast-o-matic | Anglais             | Logiciel propriétaire         | Oui                   | Oui                         | Oui                 | AVI, FLV, MP4, GIF       |
| ScreenToGif        | Anglais et Français | Open source                   | Oui                   | Non                         | Oui                 | AVI, GIF                 |
| Snagit             | Anglais et Français | Logiciel propriétaire         | Oui                   | Oui                         | Oui                 | MP4, GIF animés, PNG     |
| TechSmith Capture  | Anglais             | Logiciel propriétaire gratuit | Oui                   | Oui                         | Non                 | MP4, PNG                 |
| vokoscreenNG       | Français et Anglais | Open source                   | Oui                   | Oui                         | Non                 | MP4, MKV, WEBM, AVI, MOV |
| Webinaria          | Anglais             | Open source                   | Oui                   | Oui                         | Oui                 | AVI, FLV                 |
| Wink               | Anglais et Français | Logiciel propriétaire         | Oui                   | Oui                         | Non                 | PDF, HTML, SWF           |

## Fonctionnement
Peu importe l'application utilisée, les étapes pour la préparation d'une vidéographie restent les mêmes.
1. Préparation : Cette étape consiste à préparer le tournage. Le temps consacré à la préparation de la vidéo sera bénéfique lors du tournage. Il faut tout d'abord préparer les fenêtres à capter. Une pratique courante est de limiter la taille des fenêtres captées afin de finalement minimiser la taille du fichier. Cette pratique permet aussi de concentrer le regard des spectateurs à l'endroit voulu. La rédaction d'un script est recommandée, mais non essentielle. Le narrateur n'est pas obligé de lire son texte, par contre ce verbatim peut servir d'aide-mémoire lors du tournage. Il permet également de mieux prévoir les scènes à tourner.
2. Tournage : C'est le moment où on actionne la capture de l'écran. La vidéographie peut être muette, mais elle est habituellement accompagnée d'une narration pour aider la compréhension de la démonstration. Selon l'application utilisée, la narration peut être enregistrée simultanément avec la capture d'écran ou après coup et synchronisée lors du montage final. Certaines applications gratuites permettent également la capture d'images  avec une Webcam. Le narrateur peut ainsi apparaître à l'écran, soit en vignette ou en plein écran lors d'explications. Il n'est toutefois pas nécessaire de montrer le visage du narrateur à l'écran, si celui-ci ne le désire pas. Si l'utilisation d'un logiciel de montage n'est pas prévue, il faudra probablement réaliser plusieurs prises avant de détenir la bonne. Il faut donc prévoir une période de tournage adéquate.
3. Montage: Cette étape n'est pas obligatoire. Elle permet d'assembler les différentes scènes tournées et synchroniser les pistes vidéo et audio, au besoin.
4. Rendu: Une fois la vidéographie enregistrée, le fichier doit être exporté dans un format lisible par l'audience ciblée. Plusieurs formats vidéo existent (MOV .MPEG4 .MP4 .AVI .WMV .MPEGPS .FLV, etc.).
5. Vérification: Cette étape n'est pas obligatoire, mais utile. Elle peut permettre de repérer des erreurs de continuité ou l'exposition d'informations confidentielles.
6. Diffusion: Afin d'atteindre son auditoire, le créateur de la vidéographie doit choisir un moyen de diffusion.

## Apports pédagogiques
L'approche pédagogique de la classe inversée gagne en popularité depuis une dizaine d'années. Dans cette approche, le premier contact de l'étudiant avec les savoirs se fait avant le cours à l'aide de baladodiffusion, de lectures et de plus en plus souvent, de vidéographies. Puis, le temps en classe est utilisé pour réaliser des activités qui réinvestissent les savoirs sous la supervision de l'enseignant. Dans cette approche, l'enseignement n'est plus centré sur l'enseignant, mais davantage centré sur l'apprenant.
L'approche de la classe inversée permet à l'étudiant de réaliser des tâches cognitives plus simples par lui-même en préparation au cours. Ainsi, les activités restent dans les premiers niveaux de la pyramide de Bloom; connaître et comprendre. C'est en classe que les niveaux cognitifs supérieurs de la pyramide de Bloom sont atteints (appliquer, analyser, évaluer et créer). L'apprentissage collaboratif est favorisé par la réalisation d'activités plus complexes, soit seul, en petites équipes ou avec tout le groupe.
Selon la publication Planifier, réaliser et diffuser des vidéos éducatives : lignes directrices et astuces pour les enseignants : "Plusieurs méta-analyses ont montré que la technologie peut améliorer l’apprentissage (Schmid, Bernard, et Borokhovski, 2014), et plusieurs études ont montré que la vidéo, en particulier, peut être un outil pédagogique hautement efficace (Allen et Smith 2012; Hsin et Cigas, 2013; Kay 2012)".
Les enseignants utilisant cette approche s'entendent tous pour dire que le visionnement de la vidéographie doit être accompagné d'une activité à réaliser par les étudiants afin de s'assurer d'un traitement cognitif optimal. Les activités doivent demeurer simples et courtes à réaliser: un questionnaire à remplir au fur et à mesure du visionnement, un schéma de concepts à réaliser, la rédaction d'un résumé, etc. Ces activités permettent aux étudiants de valider leur compréhension des notions présentées et témoigner de la réalisation du visionnement.

## Avantages de la vidéographie
- Accessibilité au contenu pédagogique à tout moment
- Permet aux étudiants de revisionner un passage plus complexe, au besoin
- Responsabilise les étudiants dans la préparation de leurs cours
- Rend les étudiants plus actifs cognitivement lors de l'acquisition des connaissances
- Suscite la motivation des étudiants
- Favorise l'engagement des étudiants
- Libère du temps en classe pour l'approfondissement des apprentissages

## Inconvénients de la vidéographie
- Méthode d'apprentissage qui ne convient pas nécessairement à tous
- Exige beaucoup de temps de préparation pour l'enseignant
- Niveaux de connaissances technologiques variables (autant pour les enseignants que les étudiants)
- Accessibilité aux vidéographies variable